# Спумоні

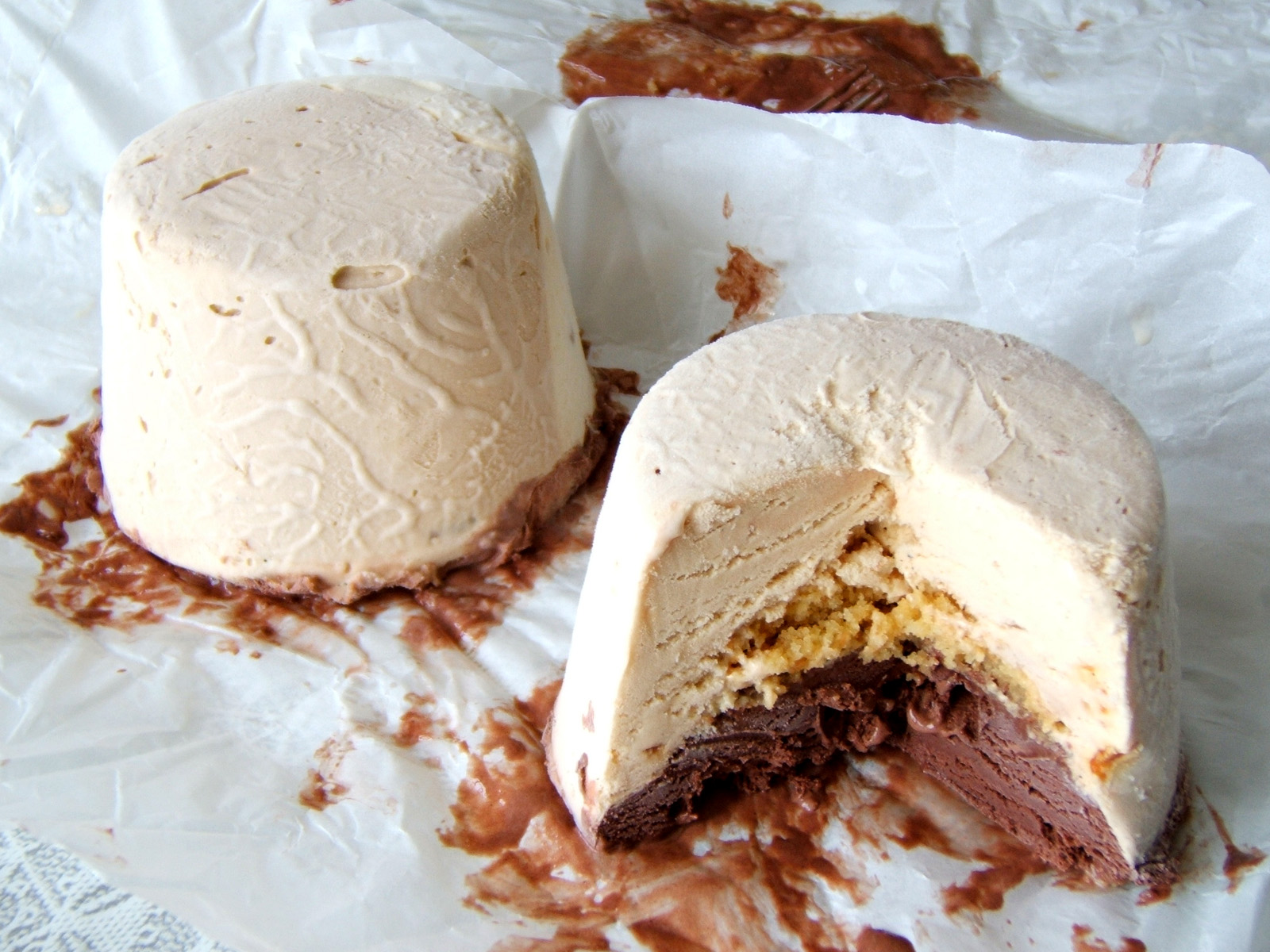
Спумоні салентина

Спумон (від італ. spuma — «піна»), множина спумоні, являє собою формоване джелато (італійська форма морозива з низьким вмістом жиру), зроблене з шарів різних кольорів та смаків, зазвичай містять цукати та горіхи.
Як правило, це три смаки з фруктово-горіховим прошарком між ними. Шари морозива часто змішують зі збитими вершками. Вишневий, фісташковий, шоколадний чи ванільний є типовими смаками морозива, а шар фруктів/горіхів часто містить шматочки вишні, традиційно поєднуючи червоний/рожевий, зелений та коричневий кольори.
Спумон популярний у місцях з великою кількістю італійських іммігрантів, таких як США, Аргентина та Бразилія. 21 серпня у США відзначається Національний день спумоні. 13 листопада у Канаді відзначається Національний день спумоні.
Неаполітанське морозиво, назване на честь Неаполя, є різновидом спумона. Вишневий смак був замінений на полуничний, а фісташковий на шоколадний, щоб відобразити найпопулярніші смакові уподобання американців.

## Див також
- Неаполітанське морозиво
- Спум, родинний десерт
- Тартуфо